# Spoorlijn Verden - Rotenburg
De spoorlijn Verden (Aller) - Rotenburg (Wümme) ook wel Weser-Aller-Bahn genoemd is een Duitse spoorlijn en als spoorlijn 1745 onder beheer van DB Netze.

## Geschiedenis
Het traject werd door de Deutsche Reichsbahn geopend op 1 juli 1928.

## Treindiensten

### NordWestBahn
De NordWestBahn verzorgt sinds 2022 het personenvervoer op dit traject met RB treinen, in het kader van de Regio-S-Bahn Bremen/Niedersachsen, lijn RS6.
| Serie | Treinsoort                   | Route                               | Bijzonderheden                                                              |
| ----- | ---------------------------- | ----------------------------------- | --------------------------------------------------------------------------- |
| RB 76 | Regionalbahn (DB Regio Nord) | (Verden (Aller) – Rotenburg (Wümme) | Weser-Aller-Bahn 1x per twee uur Verden-Rotenburg (1x per uur in de spits). |

## Aansluitingen
In de volgende plaatsen is of was er een aansluiting op de volgende spoorlijnen:
Verden (Aller)
DB 1740 spoorlijn tussen Wunstorf en Bremerhaven
DB 9140, spoorlijn Verden (Aller) en Walsrode
Rotenburg (Wümme)
DB 1283, middelste spoor tussen Rotenburg en Buchholz
DB 1711, spoorlijn tussen Hannover en Bremervörde
DB 2200, spoorlijn tussen Wanne-Eickel en Hamburg

## Elektrificatie
Het traject werd geëlektrificeerd met een wisselspanning van 15.000 volt 16⅔ Hz.